# Szetey Gábor
Szetey Gábor (1968. január 6.) magyar üzletember, politikus, 2006 és 2008 között a második Gyurcsány-kormány személyügyi államtitkára. Ő volt az első nyíltan meleg magyar kormánytag. 2008 óta külföldön él.

## Életpályája
Érettségi után a Budapesti Közgazdaságtudományi Egyetemen végzett 1992-ben. Tanácsadó cégeknél dolgozott kezdetben tanácsadóként, majd vezető partnerként. 2000 és 2001 folyamán New York-i Time Manager International USA Inc., 2001 és 2004 között a Kraft Foods Magyarország, majd a Philip Morris Magyarország cégek személyügyi igazgatója. 2005-ben a Massalin Particulares (Philip Morris Argentína) cégnél folytatta pályafutását, 2006-ban azonban visszatért Magyarországra, miután államtitkári felkérést kapott a Második Gyurcsány-kormányban. A személyügyi államtitkári pozíciót 2008. január 31-ig töltötte be. Lemondása után Spanyolországba, majd az Egyesült Királyságba költözött, ahol egy nemzetközi nagyvállalat európai hr-ese.

## Magánélete
Szetey melegségét 2007. július 5-én a XII. Budapesti LMBT Fesztivál megnyitóján vállalta fel. Ő volt az első nyíltan meleg kormánytag Magyarországon. Szetey megnyitóbeszédében az egyenlőség és az elfogadás fontosságát hangsúlyozta:
Hiszek abban, hogy minden ember egyenlő. Nem papíron, nem szavakban. Itt, a való életben. (...) Hiszek abban, hogy szégyenkezve, félve, rettegve nem lehet egyenlőnek lenni. (...) Hiszek abban, mert hinni akarok abban, hogy mi az első, a nyugati világba tartozunk. Ám ehhez tenni kell. A falakat magunknak kell lebontani. El kell kezdeni, mert ha nem kezdjük el, nem kezdem el, akkor nem lesz elkezdve.

Tehát: Szetey Gábor vagyok. A Magyar Köztársaság kormányának személyügyi államtitkára. Hiszek Istenben, a szeretetben, a szabadságban és az egyenlőségben. Magyar vagyok és európai. Közgazdász, személyügyi vezető. Társ, barát, néha ellenfél. És meleg.
A közönség soraiban több vezető politikus, köztük Dobrev Klára, Gyurcsány Ferenc miniszterelnök felesége is helyet foglalt. A miniszterelnök blogjában támogatásáról biztosította Szeteyt, és társadalmi vitát kezdeményezett az azonos nemű párkapcsolatok hazai elismeréséről. Az Országgyűlés fél éven belül elfogadta a bejegyzett élettársi kapcsolatról szóló törvényt, amelynek társadalmi-politikai vitájában Szetey is komoly szerepet vállalt.